# Kyoto Sanga FC
Kyoto Sanga FC är ett fotbollslag från Kyoto i Japan. Laget spelar för närvarande (2020) i den näst högsta proffsligan J2 League. Fram tills år 2006 hette laget Kyoto Purple Sanga men bytte namn till det nuvarande inför säsongen 2007.

## Placering tidigare säsonger
| Säsong | Nivå | Liga      | Placering | Referens | Notering |
| ------ | ---- | --------- | --------- | -------- | -------- |
| 1996   | 1    | J1 League | 16        | [ 2 ]    |          |
| 1997   | 1    | J1 League | 14        | [ 3 ]    |          |
| 1998   | 1    | J1 League | 13        | [ 4 ]    |          |
| 1999   | 1    | J1 League | 12        | [ 5 ]    |          |
| 2000   | 1    | J1 League | 15        | [ 6 ]    |          |
| 2001   | 2    | J2 League | 1         | [ 7 ]    |          |
| 2002   | 1    | J1 League | 5         | [ 8 ]    |          |
| 2003   | 1    | J1 League | 16        | [ 9 ]    |          |
| 2004   | 2    | J2 League | 5         | [ 10 ]   |          |
| 2005   | 2    | J2 League | 1         | [ 11 ]   |          |
| 2006   | 1    | J1 League | 18        | [ 12 ]   |          |
| 2007   | 2    | J2 League | 3         | [ 13 ]   |          |
| 2008   | 1    | J1 League | 14        | [ 14 ]   |          |
| 2009   | 1    | J1 League | 12        | [ 15 ]   |          |
| 2010   | 1    | J1 League | 17        | [ 16 ]   |          |
| 2011   | 2    | J2 League | 7         | [ 17 ]   |          |
| 2012   | 2    | J2 League | 3         | [ 18 ]   |          |
| 2013   | 2    | J2 League | 3         | [ 19 ]   |          |
| 2014   | 2    | J2 League | 9         | [ 20 ]   |          |
| 2015   | 2    | J2 League | 17        | [ 21 ]   |          |
| 2016   | 2    | J2 League | 5         | [ 21 ]   |          |
| 2017   | 2    | J2 League | 12        | [ 22 ]   |          |
| 2018   | 2    | J2 League | 19        | [ 23 ]   |          |
| 2019   | 2    | J2 League | 8         | [ 24 ]   |          |
| 2020   | 2    | J2 League | 8         | [ 25 ]   | Pandemin |
| 2021   | 2    | J2 League | 2         | [ 26 ]   | Pandemin |
| 2022   | 1    | J1 League | 16        | [ 27 ]   | Pandemin |
| 2023   | 1    | J1 League | 13        | [ 28 ]   |          |
| 2024   | 1    | J1 League | 14        | [ 29 ]   |          |

## Spelartrupp
Aktuell 23 april 2022
| Nr | Land      | Pos | Namn                                         |
| -- | --------- | --- | -------------------------------------------- |
| 1  | Japan     | MV  | Tomoya Wakahara                              |
| 2  | Japan     | F   | Takahiro Iida                                |
| 3  | Japan     | MF  | Shogo Asada                                  |
| 4  | Brasilien | F   | Mendes                                       |
| 5  | Japan     | F   | Hisashi Appiah Tawiah                        |
| 6  | Japan     | F   | Yuki Honda                                   |
| 7  | Japan     | MF  | Kosuke Taketomi                              |
| 8  | Japan     | MF  | Daigo Araki                                  |
| 9  | Nigeria   | A   | Peter Utaka                                  |
| 10 | Japan     | MF  | Shimpei Fukuoka                              |
| 11 | Japan     | A   | Ryogo Yamasaki                               |
| 13 | Japan     | A   | Takumi Miyayoshi                             |
| 14 | Japan     | MF  | Kosuke Shirai                                |
| 15 | Japan     | F   | Kazuma Nagai                                 |
| 16 | Japan     | MF  | Shohei Takeda                                |
| 17 | Japan     | F   | Takuya Ogiwara (lån från Urawa Red Diamonds) |

| Nr | Land        | Pos | Namn                                       |
| -- | ----------- | --- | ------------------------------------------ |
| 18 | Japan       | MF  | Temma Matsuda                              |
| 19 | Japan       | MF  | Daiki Kaneko (lån från Urawa Red Diamonds) |
| 20 | Curaçao     | A   | Quenten Martinus                           |
| 21 | Japan       | MV  | Naoto Kamifukumoto                         |
| 23 | Japan       | A   | Yuta Toyokawa                              |
| 24 | Japan       | MF  | Sota Kawasaki                              |
| 25 | Japan       | MF  | Keita Nakano                               |
| 26 | Japan       | MV  | Gakuji Ota                                 |
| 27 | Japan       | MF  | Fuki Yamada                                |
| 28 | Japan       | MF  | Kazuki Tanaka                              |
| 31 | Japan       | F   | Rikito Inoue                               |
| 32 | Nya Zeeland | MV  | Michael Woud                               |
| 33 | Japan       | MF  | Naoto Misawa                               |
| 39 | Nigeria     | A   | Origbaajo Ismaila                          |
| 50 | Japan       | A   | Genki Omae                                 |

## Tidigare Spelare
| - Yasuhito Endo - Kazuyoshi Miura - Daisuke Matsui - Masashi Oguro - Atsushi Yanagisawa - Ryoichi Kawakatsu - Shinji Tanaka - Katsuhiro Kusaki - Yoshiyuki Matsuyama - Satoru Mochizuki - Shinichi Morishita - Nobuhiro Takeda - Teruo Iwamoto - Yoshiaki Sato - Takahiro Yamada - Naoto Otake - Shigetatsu Matsunaga - Ruy Ramos - Toshihiro Yamaguchi - Hajime Moriyasu - Hisashi Kurosaki | - Tadashi Nakamura - Masahiro Ando - Takashi Hirano - Shigeyoshi Mochizuki - Yutaka Akita - Ryuzo Morioka - Teruaki Kurobe - Yuto Sato - Satoshi Yamaguchi - Koji Yamase - Hiroki Mizumoto - Yohei Toyoda - Yuya Kubo - Ned Zelić - Wilfried Sanou - Baltazar - Paulo Silas - Park Ji-Sung - Lee Yong-Jae - Daniel Sanabria |